# Аутосомно-рецессивный тип наследования

Аутосомно-рецессивный механизм наследования болезни: оба родителя являются носителями дефектного гена. На схеме синим цветом обозначен здоровый ребёнок (вероятность рождения 25 %), фиолетовым — носители дефектного гена (50 %), красным — больной ребёнок (вероятность рождения 25 %). Синим кружочком помечен нормальный ген, красным — дефектный.

Аутосо́мно-рецесси́вное насле́дование — свойственный диплоидным эукариотам тип наследования признака, контролируемого рецессивными аллелями аутосомного гена. Для проявления мутации или болезни с таким типом наследования мутантный аллель, локализованный в аутосоме, должен быть унаследован от обоих родителей. Иными словами, мутация проявляется только в гомозиготном состоянии, то есть тогда, когда обе копии гена, расположенные на гомологичных аутосомах, являются повреждёнными. Если мутация находится в гетерозиготном состоянии, и мутантному аллелю сопутствует нормальный функциональный аллель, то аутосомно-рецессивная мутация не проявляется.
Во всех случаях аутосомно-рецессивного наследования, если оба родителя несут дефектный ген, то по законам Менделя вероятность того, что дети, как и их родители, будут носителями мутантного гена составляет 50 %, вероятность рождения ребёнка без мутации — 25 %, вероятность рождения больного ребёнка — 25 %. При этом генные болезни этого типа наследования с одинаковой частотой встречаются как у мужчин, так и у женщин.
В основе многих наследственных заболеваний человека лежит данный тип наследования. Аутосомно-рецессивными являются, например, большинство лизосомных болезней накопления, к которым относятся болезнь Тея — Сакса, болезнь Гоше, болезнь Ниманна — Пика, а также некоторые другие (моногенные) — фенилкетонурия, галактоземия, карликовость, наследственная тугоухость, синдром Жильбера). Заболевание с аутосомно-рецессивным типом наследования клинически выражено только в случае, когда обе аутосомы являются дефектными по данному гену.
Распространённость болезней, наследуемых по аутосомно-рецессивному типу, зависит от частоты встречаемости рецессивного аллеля в популяции. Наиболее часто рецессивные наследственные болезни встречаются в изолированных этнических группах, а также среди населения с высоким процентом близкородственных браков.